# أبو جرش (دمشق)
```

```

أبو جرش هو حي وناحية تابعة لبلدية الصالحية في دمشق، سوريا. سكنته العديد من الأسر الدمشقية؛ بعضها كانت ولا تزال في المنطقة حتى الآن، كآل سبيني، وآل النابلسي، وآل الناعورة، وآل الشرف، وآل السلامة، وبعضهم هاجروا من تلك المنطقة، وأتت عائلات جديدة من أرجاء مدينة دمشق والمحافظات السورية ليكوّنوا خليطاً متجانساً من المجتمع السوري. سابقاً، كان عدد سكان المنطقة محدوداً بسبب كثرة البساتين وقلة المساكن، حيث بلغ عدد سكانها 12.798 نسمة في تعداد عام 2004. بعد أن كان 9600 نسمة في تعداد الانتداب الفرنسي عام 1936، بينما الآن بلغوا نحو 50 ألف نسمة، جميعهم من المسلمين. وقد بني الحي حول ضريح أبي جرش المقبب، المعروف أيضًا باسم عبد الله بن صلاح الرقي، وهو مسؤول رفيع المستوى في البلاط الملكي الأيوبي.
تحوّلت منطقة ابو جرش من بساتين متنوعة إلى مبانٍ تراثية وعصرية بآن واحد، وقد بنيت بعدما عجّت مدينة دمشق القديمة بالسكان، ومع مرور الوقت تحوّلت إلى جزء من المدينة، ويقطنها خليط سوري متنوع.

## التوسع
كانت المنطقة في القديم عبارة عن بساتين تزود أهل مدينة "دمشق" بالخضراوات والفواكه، وبسبب التوسع العمراني الذي طرأ على المنطقة؛ شيدت أبنية طابقية حديثة مع المحافظة على بعض الأبنية القديمة كالجوامع والمدارس، كمدرسة "الصاحبة" التي عمرها نحو 750 سنة، ومدرسة "العفاف" التي اندثرت وبنيت مكانها مدرسة "الرشيد"، ومدرسة الشهيد "عمر الأبرش"، وغيرها من الأوابد والأبنية القديمة، إضافة إلى الحفاظ على قسم كبير من المساحات الخضراء التي كوّنت حديقة "أبو النور" التي توسطت المنطقة، وتعدّ مكاناً لتنزه سكان المنطقة والمناطق المحيطة. وتمتد "ابو جرش" من ساحة وزارة التربية بمسافة 200 متر طولاً، ونحو 300 متر عرضاً، ويحدها من الشمال حي الشيخ "محي الدين بن عربي" وصولاً إلى مدرسة بور سعيد، وجنوباً نهر "تورا" وساحة وزارة التربية إلى مستشفى "أمية"، بينما من ناحية الشمال الشرقي، يتصل الحي بمنطقة الجسر الأبيض، وتضم المنطقة مركزاً للإطفاء ومركزين صحيين "أبو جرش" و"الجبة"، وعدداً من المدارس لكافة المراحل، وعدداً من الأفران، وسوق الشيخ "محي الدين" الأقرب إلى المنطقة الذي يلبي حاجات سكانها، ومؤسسة اجتماعية.

## تاريخ ومعالم المنطقة
منذ أواخر القرن الخامس وأوائل القرن السادس كانت المنطقة غير آهلة بالسكان، ففي الماضي كانت عبارة عن بساتين ومزارع قسم منها تابع لمنطقة الشيخ "محي الدين"، والقسم الآخر لمنطقة "الشركسية"، ويوجد فيها دير "الراهب"، ومنذ القدم هاجرت إليها العديد من الأسر الدمشقية وسكنت فيها، ثم نتيجة التوسع العمراني أصبحت حياً آهلاً بالسكان. ويعود أصل تسميتها نسبة لأسرة صالحة من آل "الجبة"؛ فسميت بذلك منذ 250 عاماً، وقبل ذلك كانت تدعى بساتين "أبو جرش".
حي "الشيخ محي الدين" منطقة صغيرة وسط دمشق بعيدة عن الشكل الفلكلوري للحارات الدمشقية الواقعة ضمن السور القديم للمدينة، والذي ارتبط اسمه بالأسطورة والمعجزات التي حققها الشيخ محي الدين وفق معتقدات أهل الحي الذي يتبع إلى منطقة الصالحية على ضفاف نهر يزيد، في منطقة أبوجرش والملاصق لحي ركن الدين.
ومن أشهر معالم المنطقة الجامع الذي جاءت تسميته نسبة إلى الشيخ المتصوف الكبير الإمام أبو بكر محي الدين محمد بن علي بن محمد بن عربي بن أحمد بن عبد الله الحاتمي الطائي الأندلسي، وجثمانه يقبع في تلك المنطقة، حيث يتواجد مبنى ضريح الشيخ محي الدين وهو معروف بعدة أسماء: الجامع السليمي نسبة إلى السلطان سليم الأول، جامع الخنكار أي جامع السلطان، الجامع المحيوي نسبة للشيخ محيي الدين.
وجاء في بعض كتب التاريخ معلومات عن تلك المنطقة وتسميتها:
تعرف المنطقة حيث ضريح ابن عربي بمنطقة الصالحية، وقد بناها (المقادسة)، وهم جماعة وفدت من القدس إلى دمشق وتوطنت بداية حول جامع أبو صالح في منطقة باب شرقي، ثم انتقلت إلى المناطق الجبلية على سفح قاسيون، بعد تفشي مرض الطاعون بين أفرادها وهناك بنوا الصالحية، في العهد الزنكي.
قسمت منطقة الصالحية إلى قسمين، شمالي نهر يزيد، وجنوبي النهر، فكانت المنطقة الشمالية بعلية، توطن فيها الفقراء، والمنطقة الجنوبية مروية خصبة جعلها اغنياء دمشق منتزهات لهم في ذلك الحين. من اهم الملامح الحضارية في الحي المدرسة العمرية ويشتهر حي الشيخ محيي الدين بن عربي بالمدارس التي ترجع إلى القرنين السابع والثامن الميلادي، ويتجاوز عددها الـــ 300 مدرسة جميعها لتعليم القرآن، هناك ايضا مستشفى القيمري المبني في القرن السادس وهو أقدم مستشفى شاخص حتى اليوم في العالم، وما زال يستعمل مركزاً صحياً، إلى جانب جامع الحنابلة الذي يعود لعام 610 هـــ وكذلك مسجد الشيخ محيي الدين المبني جانب الضريح، على ضفاف نهر يزيد، ولم يبق منه اليوم سوى آثار لناعورة مياه بعد ان جفت مياه النهر.
تحيط بالمنطقة أسواق شعبية وبسطات يتفنن أصحابها بفرد بضاعتهم متوسطة الجودة ورخيصة السعر التي تستقطب الكثير من الناس من كافة أنحاء دمشق، وهو ما جعله من أفضل الوجهات لذوي الدخل المحدود، وسوق الملابس المستعملة هو الأكثر حركة في المكان، حيث ينفرد بزقاق فرعي مشمس.

### جامع وضريح الشيخ محييّ الدين بن عربي
جامع وضريح الشيخ محييّ الدين بن عربي، يقع على سفح جبل قاسيون الشرقي في الصالحية القديمة، منطقة أبو جرش، على ضفاف نهر يزيد. وهو ضريح الشيخ المتصوّف محييّ الدين بن عربي نسبة إلى الشيخ المتصوف محيي الدين بن عربي، ويُعرف الجامع بجامع السليمي نسبة إلى السلطان العثماني سليم الأول الذي أمر ببنائه.

#### تاريخه
كان في موضع الضريح والجامع تربة للقاضي محييّ الدين بن الزكي، دُفن فيها الشيخ محيّ الدين بن العربي عند وفاته فتحول اسمها من “تربة القاضي محيي الدين بن الزكي” إلى “تربة الشيخ محييّ الدين.” وعندما دخلت الجيوش العثمانية دمشق أمر السلطان سليم الأول ببناء جامع فوق مرقد الشيخ محيّ الدين بن عربي، تكريماَ له بعد أن كان مجرد بناء متواضع فيه منبر صغير ومحراب. بعث ولّي الدين بن الفرفور الدمشقي الشافعي ومعه المعلّم السلطان شهاب الدين بن العطار إلى دمشق لوضع مخططات بناء الجامع واشتروا بيت خير بك دوادار منشئ الحاجبية بالصالحية من مالكه رزق الله الحنبلي الصالحي، ليوسعوا به الجامع، كما هدموا حمام كان بجانبه يدعى حمام الجورة وأضافوا مساحته لمساحة الجامع. بعد الانتهاء من بناء الجامع، عُيّن منلا عثمان بن منلا شمس الحنفي خطيباً للجامع ، أما الامامة فكانت من نصيب شمس الدين بن طولون الحنفي.

#### وصف الجامع
باب الجامع مبني من الحجارة الأبلقية التي كتب عليها: “الحمد لله أمر بإنشاء هذا الجامع الشريف الإمام الأعظم ملك العرب والعجم خادم الحرمين الشريفين السلطان سليم بن السلطان بايزيد بإشارة محمد بدرخان خلد الله ملكه وسلطانه وكان ابتداء عمارته في تاسع شوال سنة ثلاث وعشرين وتسعمائة هجرية والفراغ منه في الرابع والعشرين من المحرم سنة أربع وعشرين وتسعمائة”.
ترتفع المئذنة فوق الباب الرئيسي للجامع مباشرة وتعتبر هذه المئذنة أم المآذن العثمانية بدمشق، ذات رأس مخروطي فجذعها مملوكي الطراز مثمن الأضلاع تقطعه الأشرطة التزيينية، وفي منتصفها نوافذ صماء تزينية ذات أقواس ثلاثية الفصوص في كل ضلع، وتأخذ شرفتها شكل الجذع المثمن محمولة على مساند من المقرنصات. وصحن الجامع مرصوف بالرخام الملون والحجر الأبيض والأصفر، يتوسطه بحرة ماء للوضوء مسدسة الأضلاع مقابلة لجدار حرم بيت الصلاة.
في الجهة الجنوبية يقع الحرم المسجدي الذي يقوم على خمس قناطر وأربع أعمدة جيء بهم من عمارة نائب الشام جان بلاط وفوق القناطر الأربع تتوضع قناطر خمسة أصغر حجمًا، والجامع محرابه خشبي وقبته مكسوة بالقيشاني وله مئذنة، وتزين جدران الجامع الكثير من اللوحات البلاطية منها ما هو ذو طراز دمشقي عثماني ومنها ما هو ذو طراز دمشقي مملوكي. ومدفون ضمن حرم الجامع عدد من العلماء منهم محمد سكر.
في الزاوية الجنوبية الشرقية للجامع هناك درج حجري عريض ينزل منه إلى قبة ضريح الشيخ محي الدين، حيث يتوسط الضريح الغرفة المزخرفة، وحول القبر شبكة من الفضة المزخرفة ويزين جدران الضريح ألواح القيشاني البديعة من الصناعة الدمشقية الصرفة, وإلى جانب قبره هناك قبري ولديه سعد الدين وعماد الدين وإلى اليمين قليلًا قبر محمود سري باشا صهر الخديوي إسماعيل وقبر الأمير عبد القادر الجزائري وبقي ضريحه الخشبي فارغاً في موضعه بعد نقل رفاته إلى بلاده الجزائر. للقبو شباكان أحدهما قبلي مطل على الجنينة وآخر شرقي مطل على قبر الشيخ محمد الخنفي، كما يوجد باب للمئذنة.
تم تزويد الجامع قديماً بناعورة ذات بكرات، ما زالت قائمة حتى اليوم سميت بناعورة الشيخ محي الدين كانت مهمتها رفع مياه نهر يزيد وهي من الابتكارات والاثار الإسلامية الهامة، كما يوجد بجانب الجامع التكية السليمانية كانت تزود الفقراء بالطعام والشراب.